# 3960 Chaliubieju
3960 Chaliubieju este un asteroid din centura principală, descoperit pe 20 ianuarie 1955.